# Piper dasypodum
Piper dasypodum är en pepparväxtart som beskrevs av C. Dc.. Piper dasypodum ingår i släktet Piper och familjen pepparväxter. Inga underarter finns listade i Catalogue of Life.